# ماريان كلوبسيك
ماريان كلوبسيك (بالألمانية: Marian Klopcic)‏ مواليد 14 يناير 1992 في كلاغنفورت، النمسا، هو لاعب كرة يد نمساوي يلعب كجناح أيمن. مثل منتخب النمسا لكرة اليد.

## سجل المنافسة
شارك في البطولات التالية:
- بطولة العالم لكرة اليد للرجال 2015